# خط الحراش - الرغاية
خط سكة حديد من الحراش إلى الرغاية هو خط سكة حديد يقع في ولاية الجزائر.

## التاريخ

### الإنشاء
تم البدء في إنشاء «خط سكة حديد من الحراش إلى الرغاية» أثناء الاحتلال الفرنسي للجزائر مباشرة بعد المصادقة على مشروعه بتاريخ 20 ديسمبر 1877م.
وتم تدعيم مكانة هذا الخط الحديدي بعد المصادقة الأخرى على مشروع خط سكة حديد من الرغاية إلى ثنية بني عائشة بتاريخ 3 ديسمبر 1878م.
وتكفلت شركة السكك الحديدية للشرق الجزائري [الفرنسية] بإنجاز هذا المشروع إلى غاية شهر سبتمبر 1881م.
وتم إنهاء بناء «خط سكة حديد من الحراش إلى الرغاية» وتدشينه بتاريخ 5 أوت 1879م أثناء إنجاز خط سكة حديد من الجزائر إلى سكيكدة.

### الازدواجية
تمت إعادة بناء خط سكة حديد من الحراش إلى الرغاية وترقية سكة حديده من مسار فردي إلى مسار مزدوج في العام 1987م.
وتم هذا التحديث بواسطة «اتفاق تعاون في السكك الحديدية» ما بين الجزائر والنمسا يقضي آنذاك بإنجاز العديد من المشاريع خاصة في ضاحية الجزائر ما بين الحراش والثنية على مسار مزدوج.
وقد ساهمت الشركات النمساوية بالتقانة والتجربة في تطوير محطة قطار الرغاية ومحيطها، عبر مراحل التخطيط والهندسة المدنية المتخصصة وإشارات السكك الحديدية وسكة الحديد المكهربة · .

### الكهربة
يُعتبر "خط سكة حديد من الحراش إلى الرغاية من أهم خطوط السكة الحديدية في الجزائر بمعدل 63 قطارا لنقل المسافرين يوميا.
وقد تم تحويل سكة حديد هذا الخط الحديدي إلى سكة حديد مكهربة بجهد كهربائي شدته 25 000 فولط ما بين محطة قطار القصبة ومحطة قطار ثنية بني عائشة على مسافة 53.5 كلم في شهر جانفي 2009م.
وقامت شركة الشركة الوطنية للنقل بالسكك الحديدية، مع شركات أخرى مثل ألستوم والمجمع الصيني لأشغال السكك الحديدية وسيمنز وأبينغوا ومجموعة حداد وأنفراراي، بتطوير إشارات السكك الحديدية والاتصالات بين القطارات على مستوى هذه المحطة وهذا الخط المكهرب · .

## الخط

### خصائص الخط
يبلغ طول الخط المزدوج 20 كلم، وهو مكهرب بكمون 25 كيلوفولت وتردد 50 هرتز

### محطات الخط
إضافة إلى المحطة الموجودة في الحراش، فإن هذا الخط يتضمن ثمانية محطات أخرى في: وادي السمار، باب الزوار، الدار البيضاء، الرويبة، الرويبة الصناعية، الرويبة سوناكوم، الرغاية الصناعية، والرغاية.
|  |   |  | محطات القطار               | البلديات         | الربط بالقطار والترامواي                                                        | الربط بالمترو                                                        |
|  | - |  | -------------------------- | ---------------- | ------------------------------------------------------------------------------- | -------------------------------------------------------------------- |
|  | ● |  | محطة قطار الحراش           | الحراش           | • خط سكة حديد من الحراش إلى القصبة • خط سكة حديد من الحراش إلى بئر توتة         | • محطة مترو قطار الحراش [الفرنسية] • محطة مترو وسط الحراش [الفرنسية] |
|  | ● |  | محطة قطار وادي السمار      | وادي السمار      |                                                                                 |                                                                      |
|  | ● |  | محطة قطار باب الزوار       | باب الزوار       |                                                                                 |                                                                      |
|  | ● |  | محطة قطار الدار البيضاء    | الدار البيضاء    |                                                                                 |                                                                      |
|  | ● |  | محطة قطار الرويبة          | الرويبة          |                                                                                 |                                                                      |
|  | ● |  | محطة قطار الرويبة الصناعية | الرويبة الصناعية |                                                                                 |                                                                      |
|  | ● |  | محطة قطار الرويبة سوناكوم  | الرويبة الصناعية |                                                                                 |                                                                      |
|  | ● |  | محطة قطار الرغاية الصناعية | الرغاية          |                                                                                 |                                                                      |
|  | ● |  | محطة قطار الرغاية          | الرغاية          | • خط سكة حديد من الرغاية إلى ثنية بني عائشة • خط سكة حديد من الجزائر إلى سكيكدة |                                                                      |

## مكتبة الصور

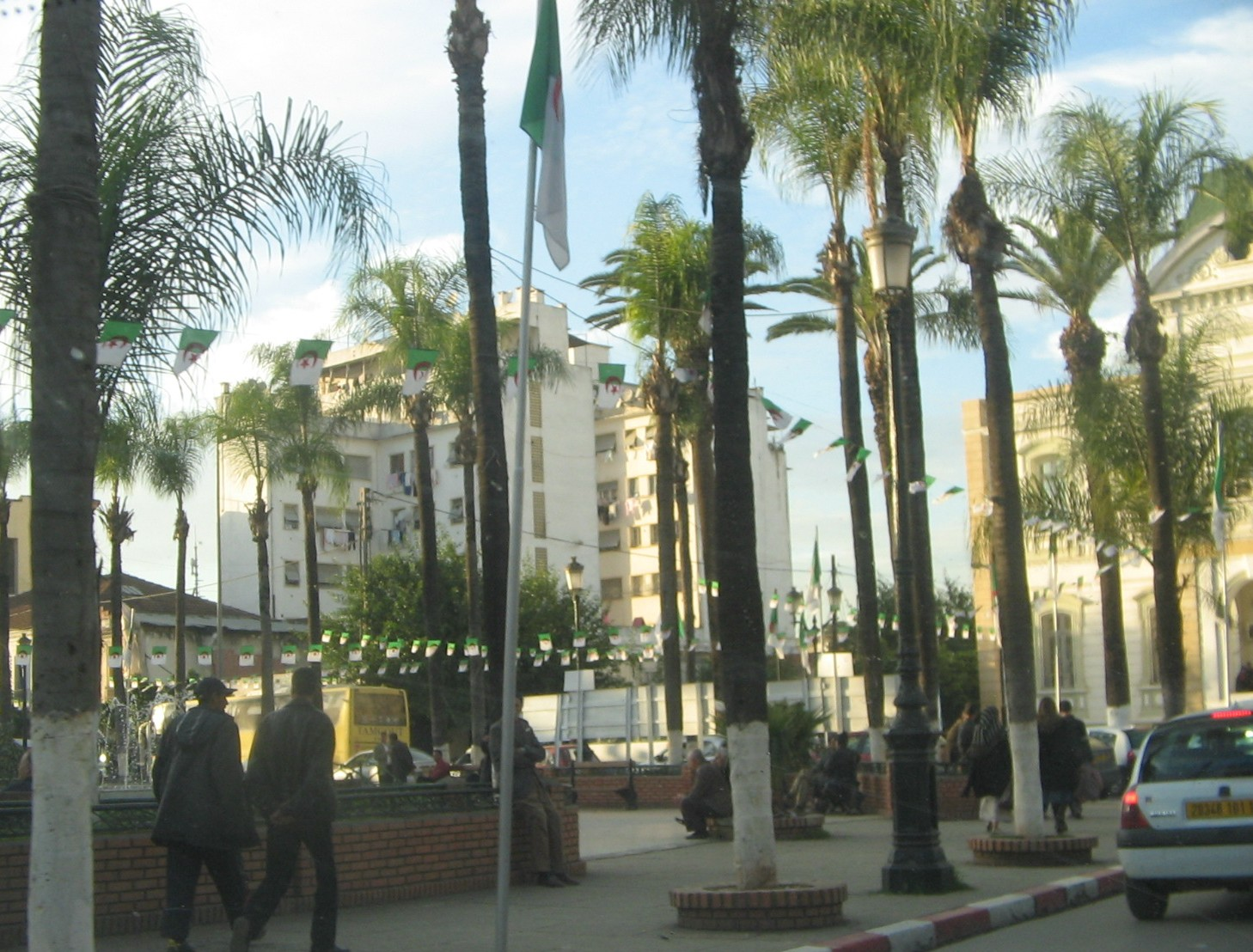
ساحة الحراش
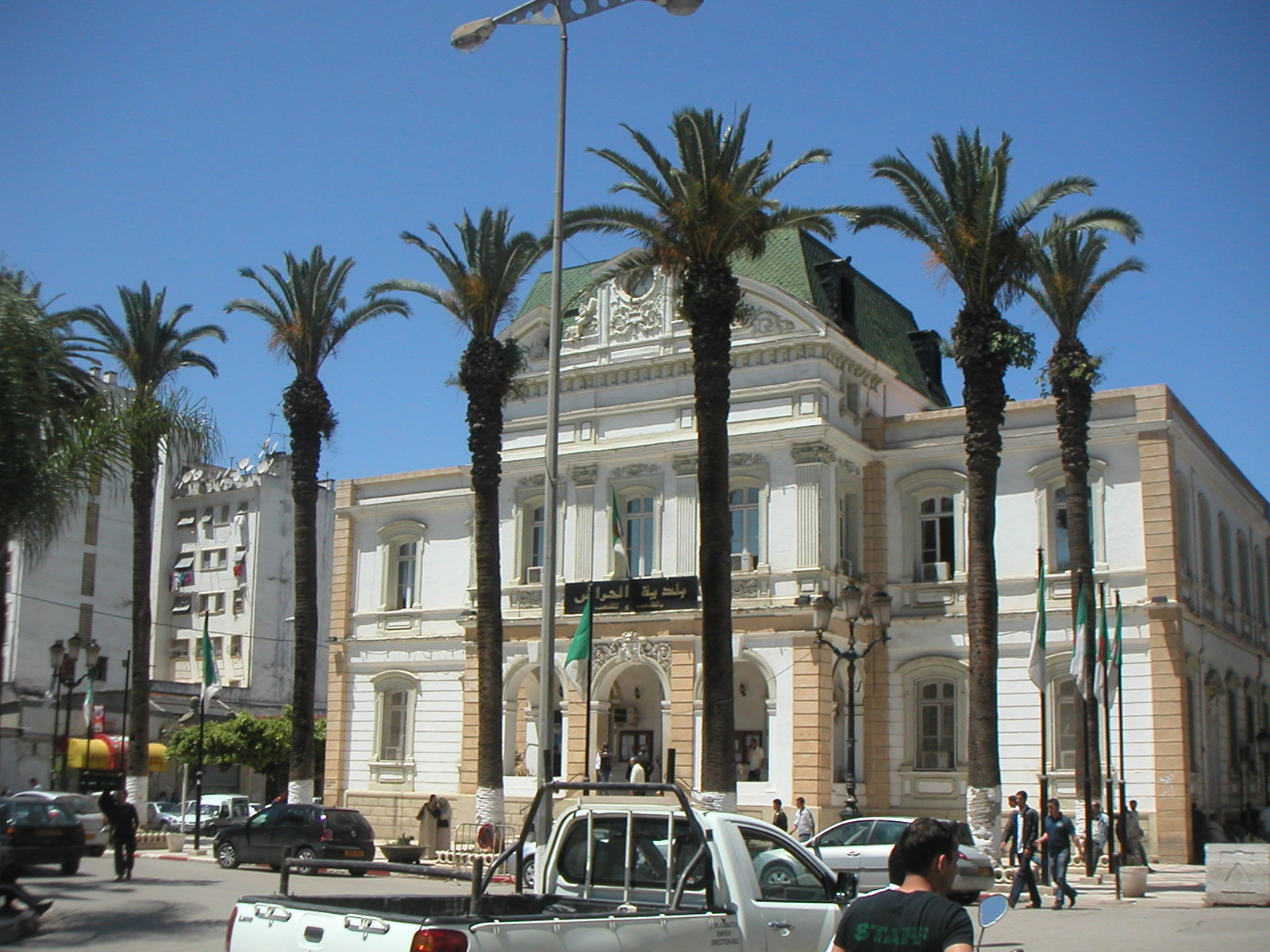
ساحة الحراش
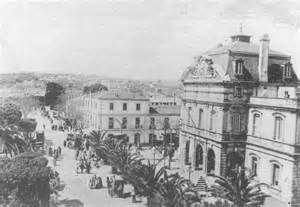
ساحة الحراش
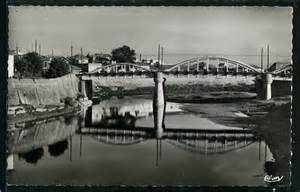
جسر الحراش
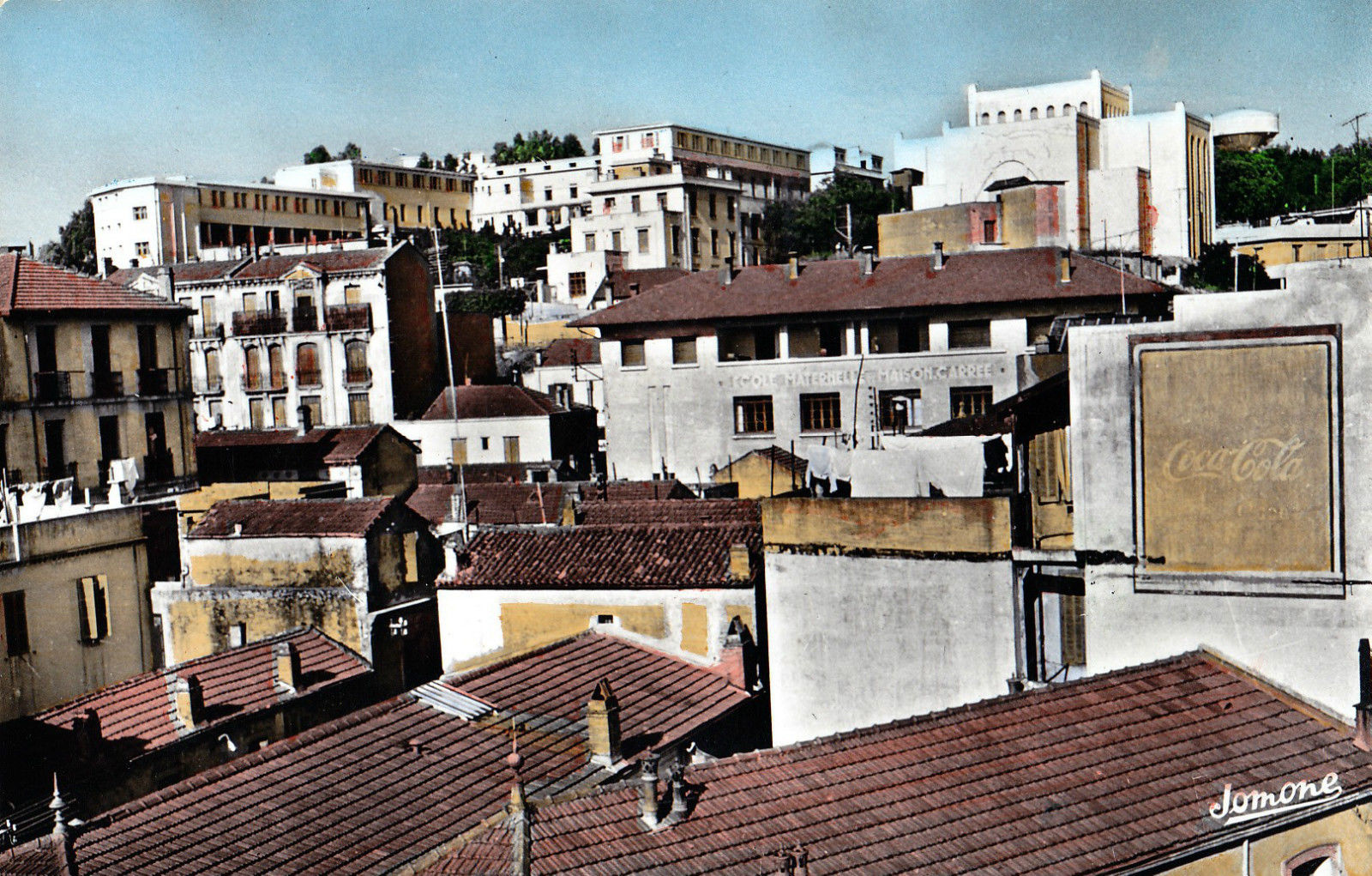
الحراش
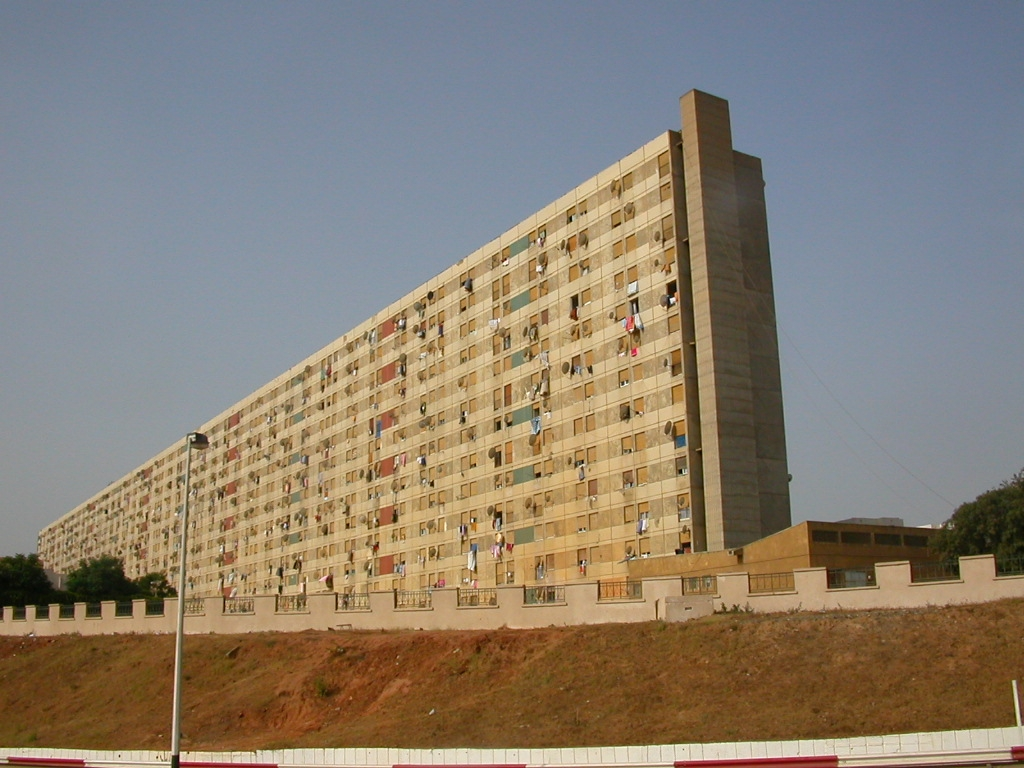
حي الكثبان في الحراش [الفرنسية]
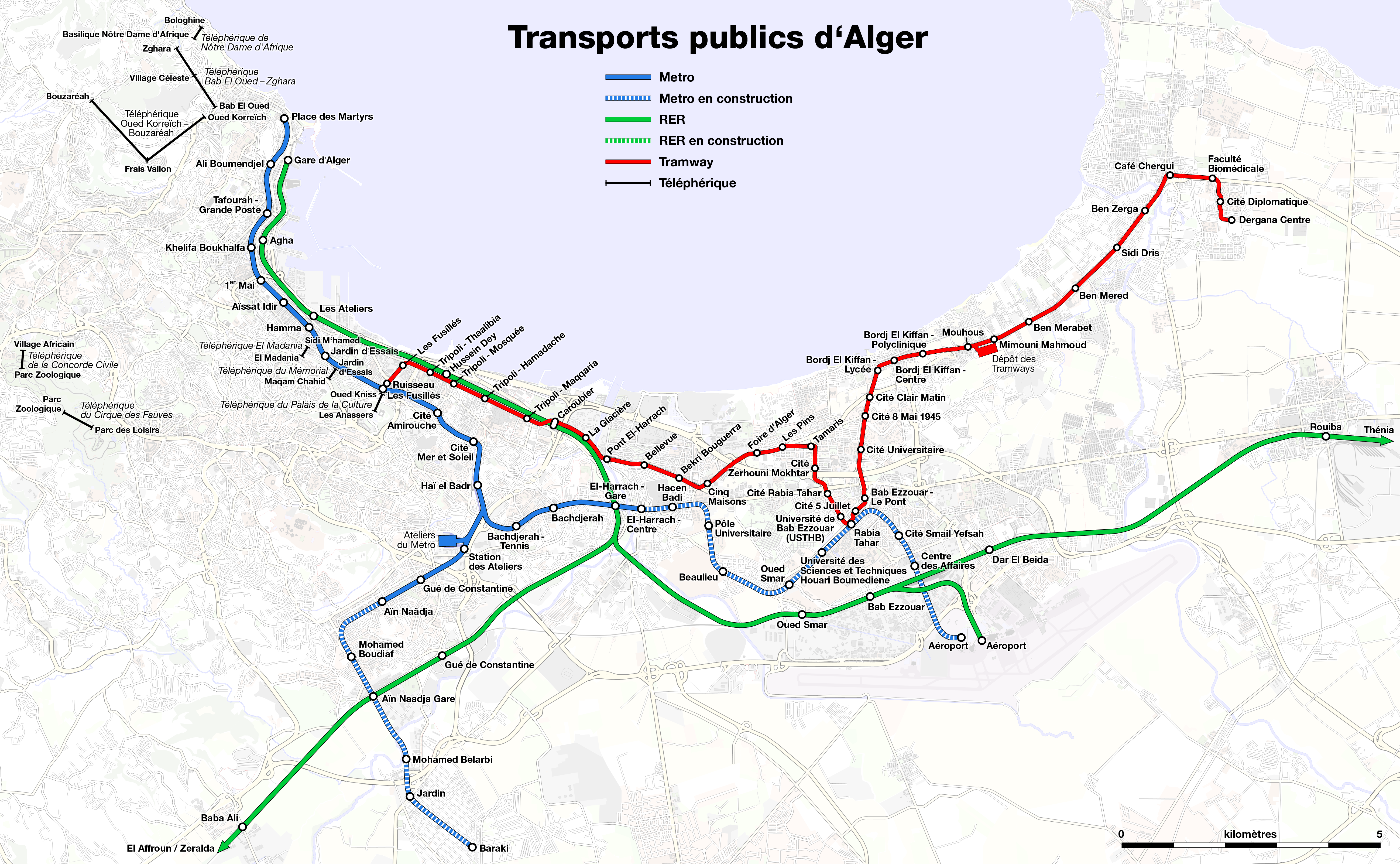
مترو الجزائر وترامواي الجزائر العاصمة
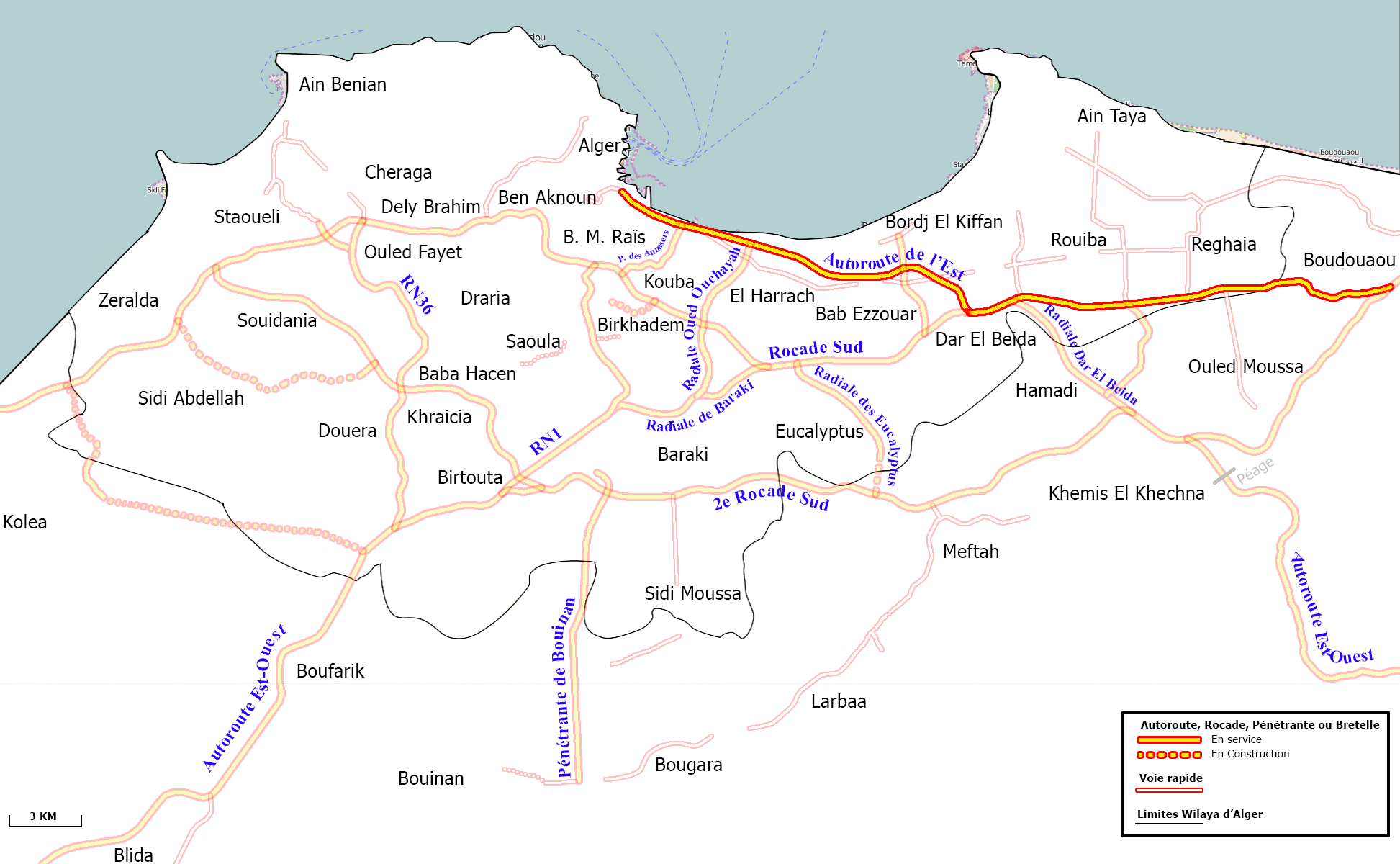
النقل في ولاية الجزائر
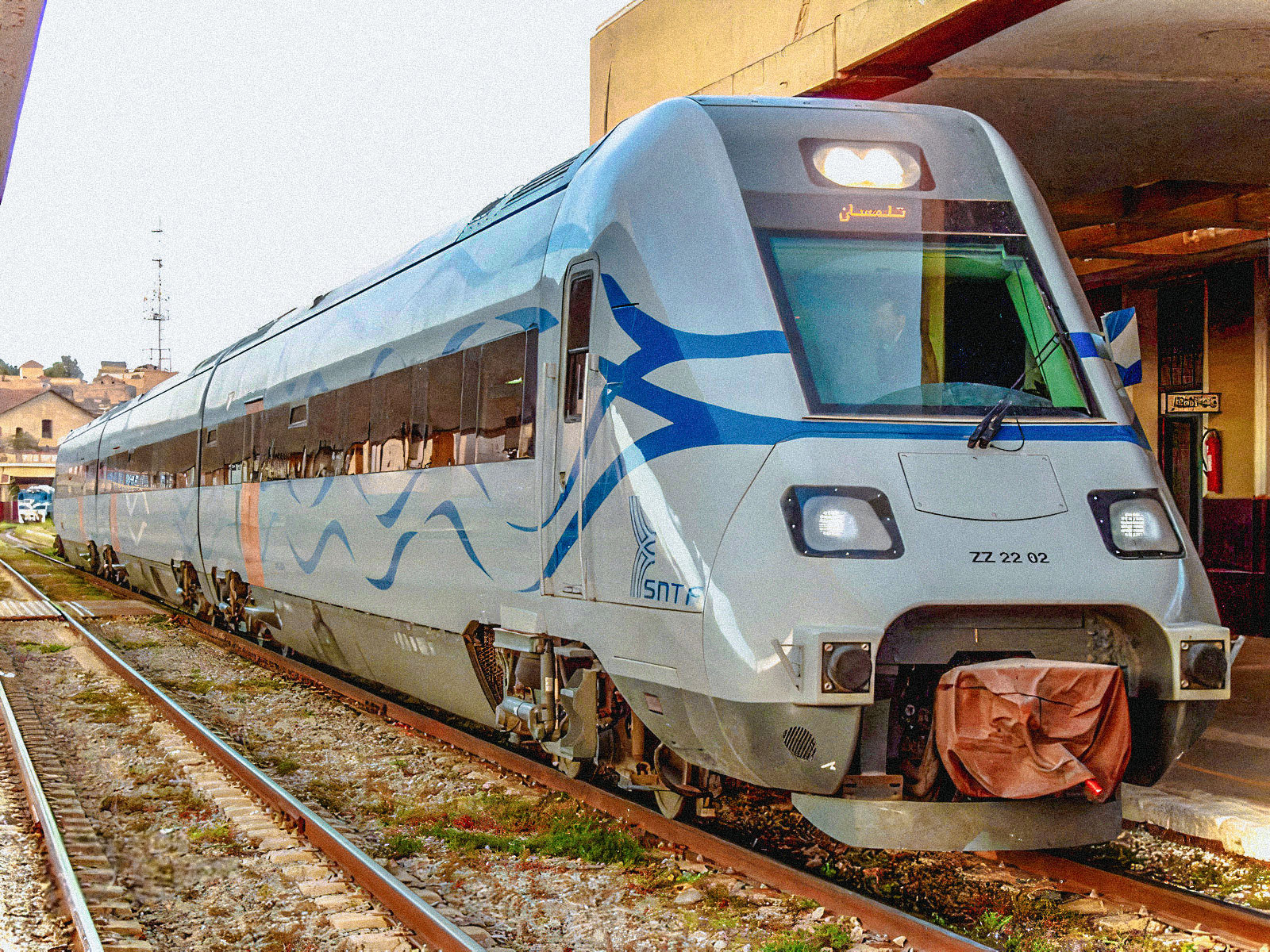
الشركة الوطنية للنقل بالسكك الحديدية
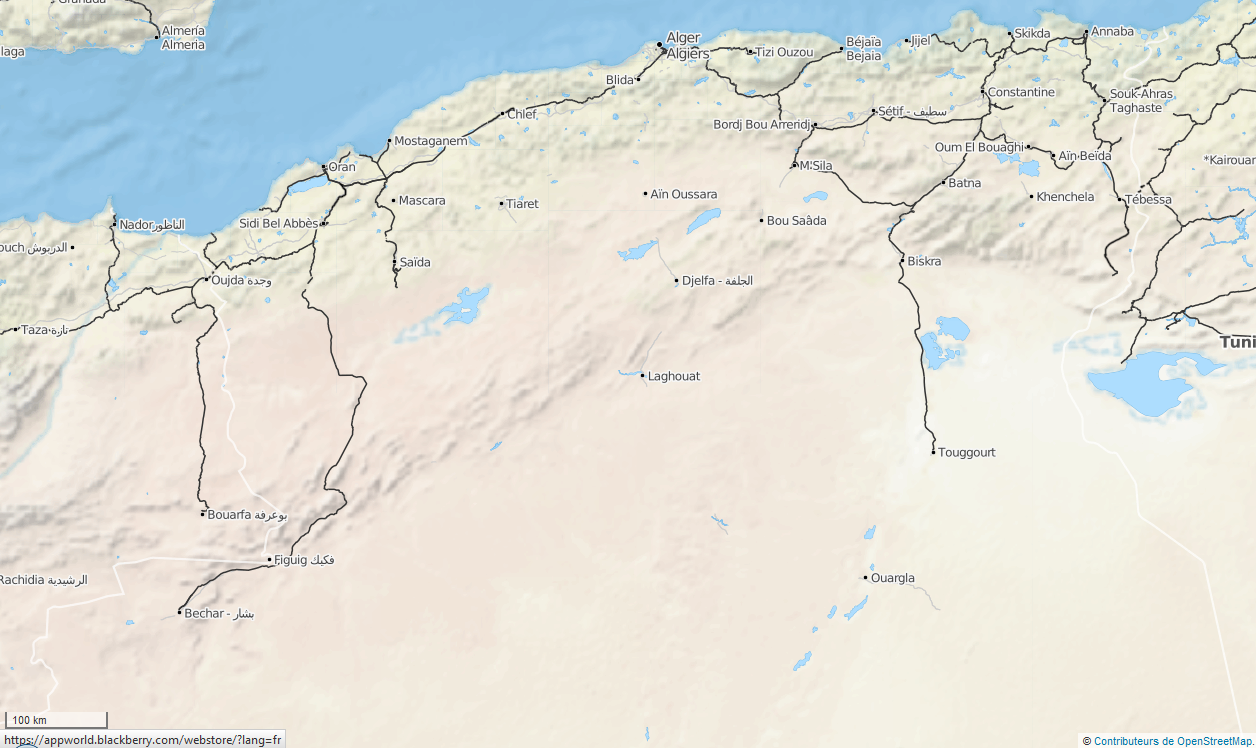
النقل بالسكة الحديدية في الجزائر
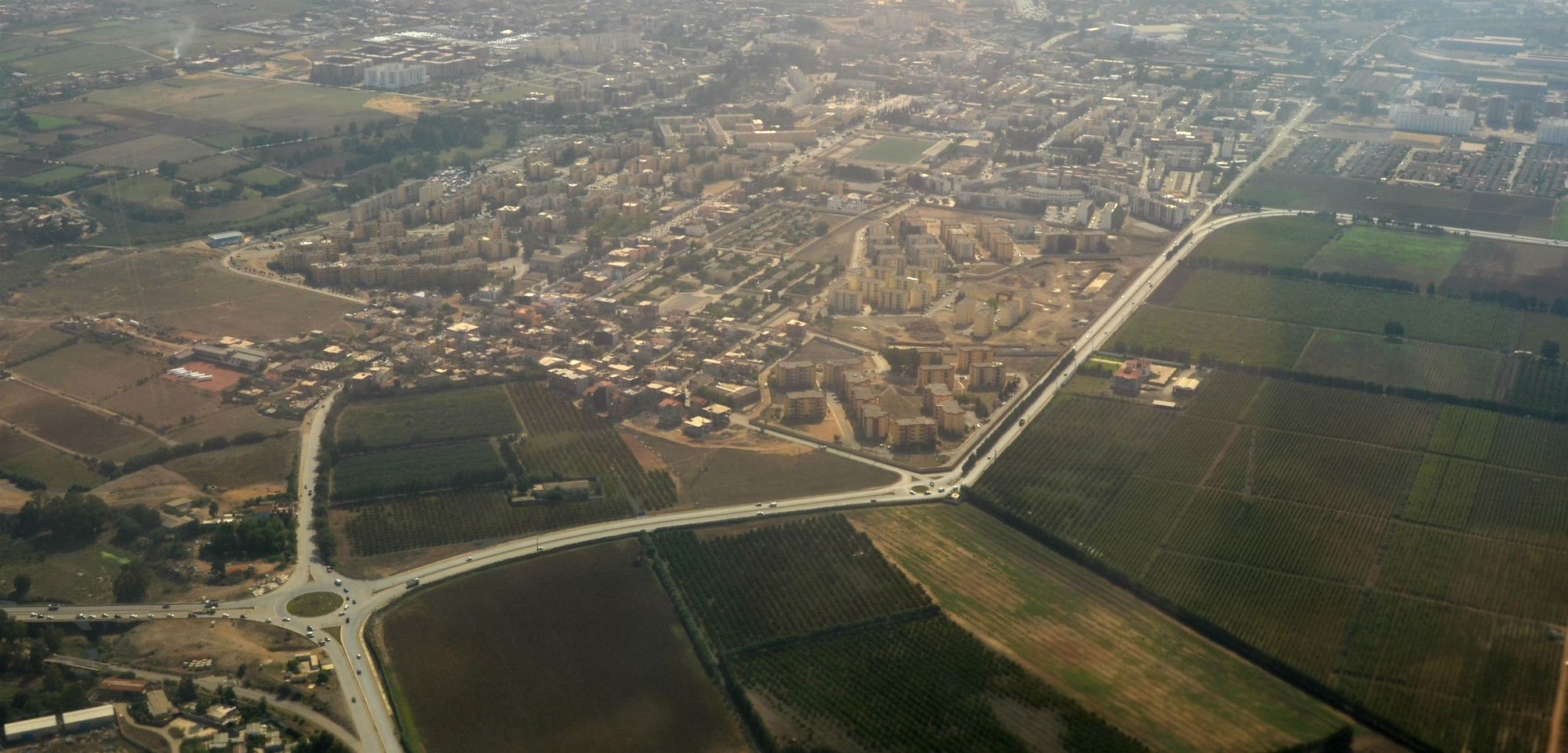
الطريق الوطني رقم 5
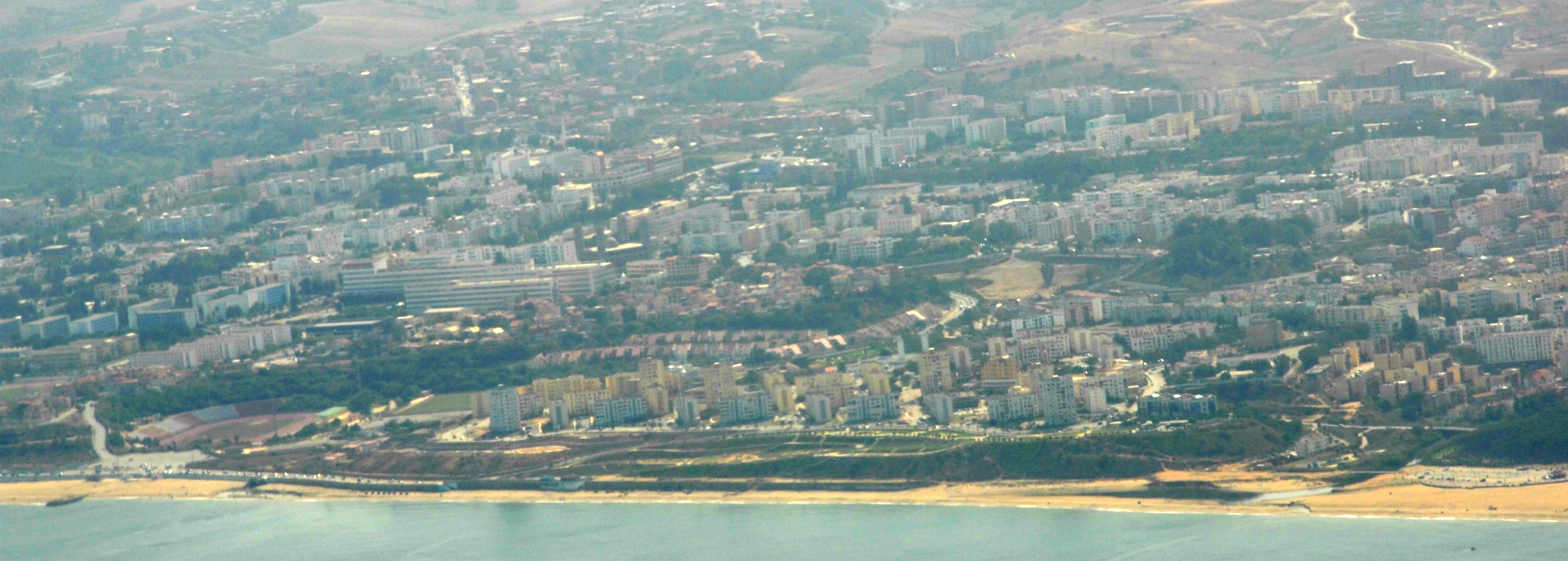
الطريق الوطني رقم 24
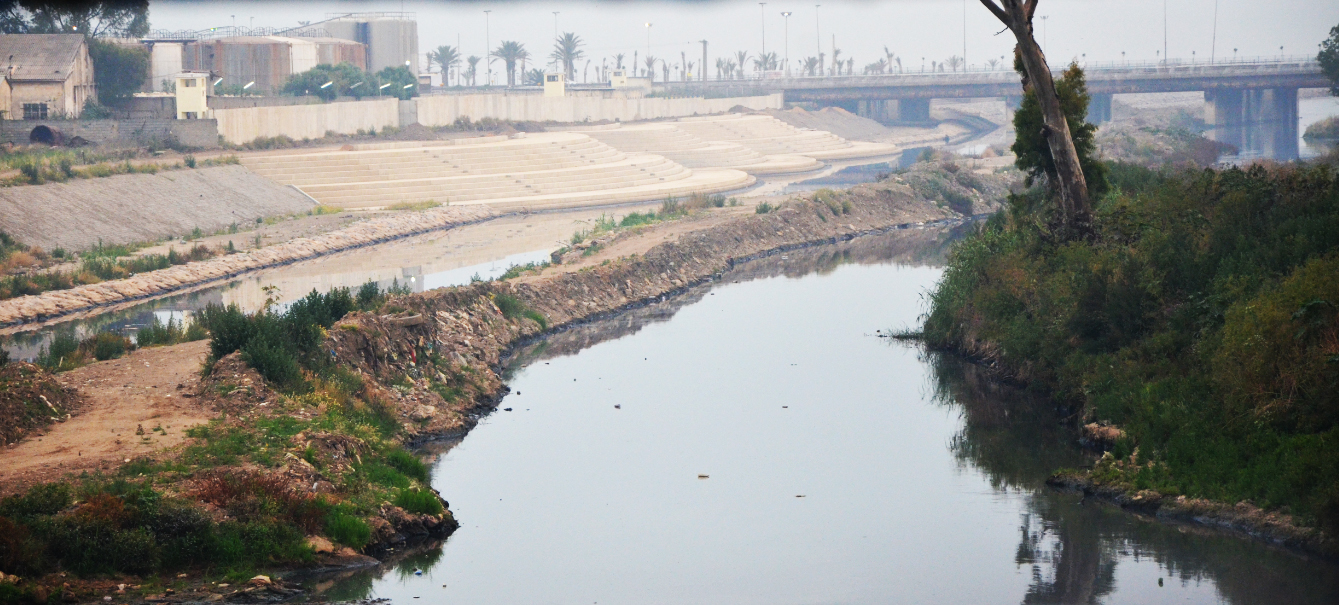
وادي الحراش في 2016م
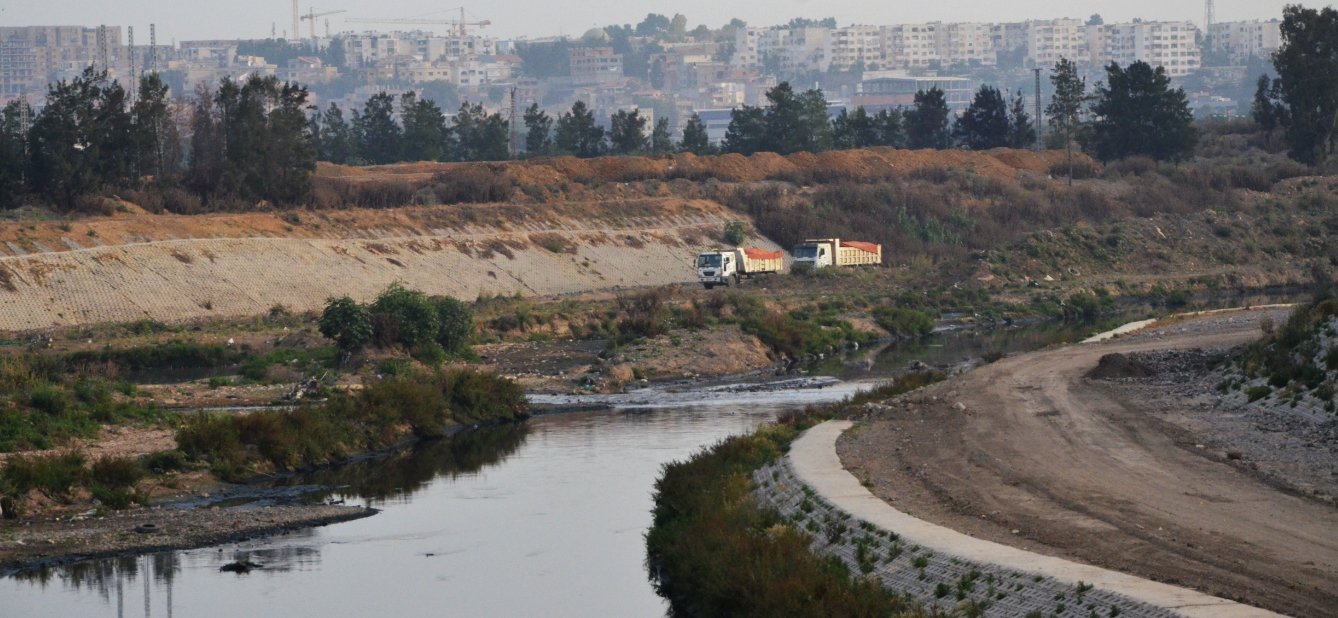
وادي الحراش في 2016م
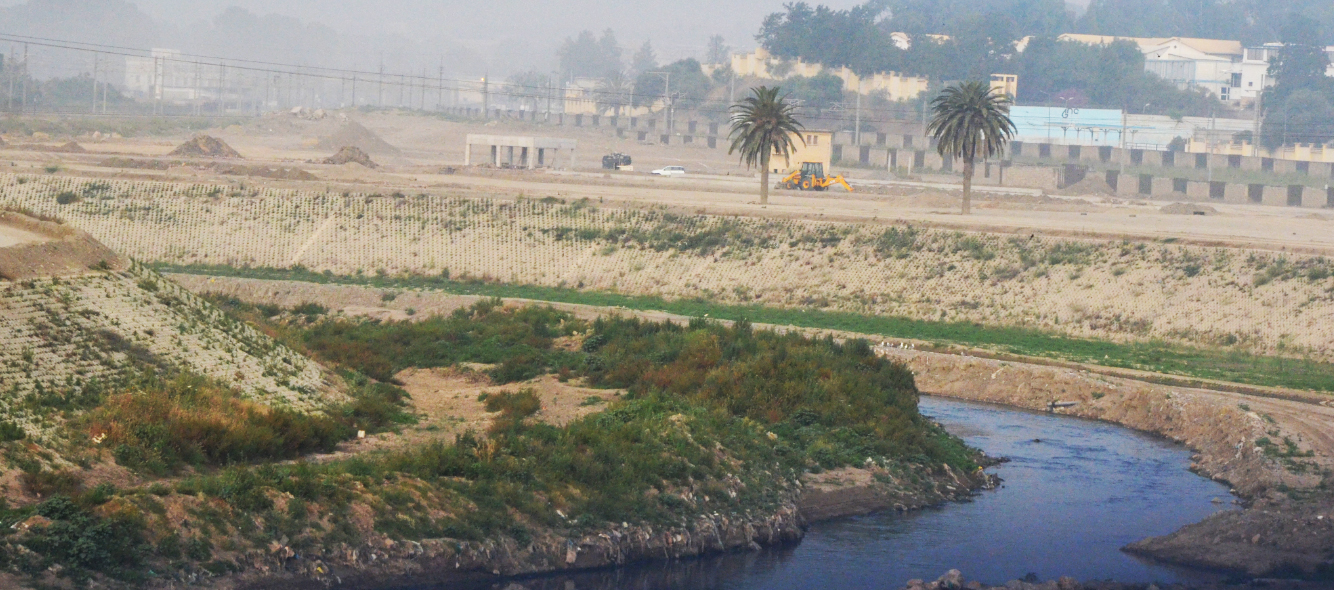
وادي الحراش في 2016م
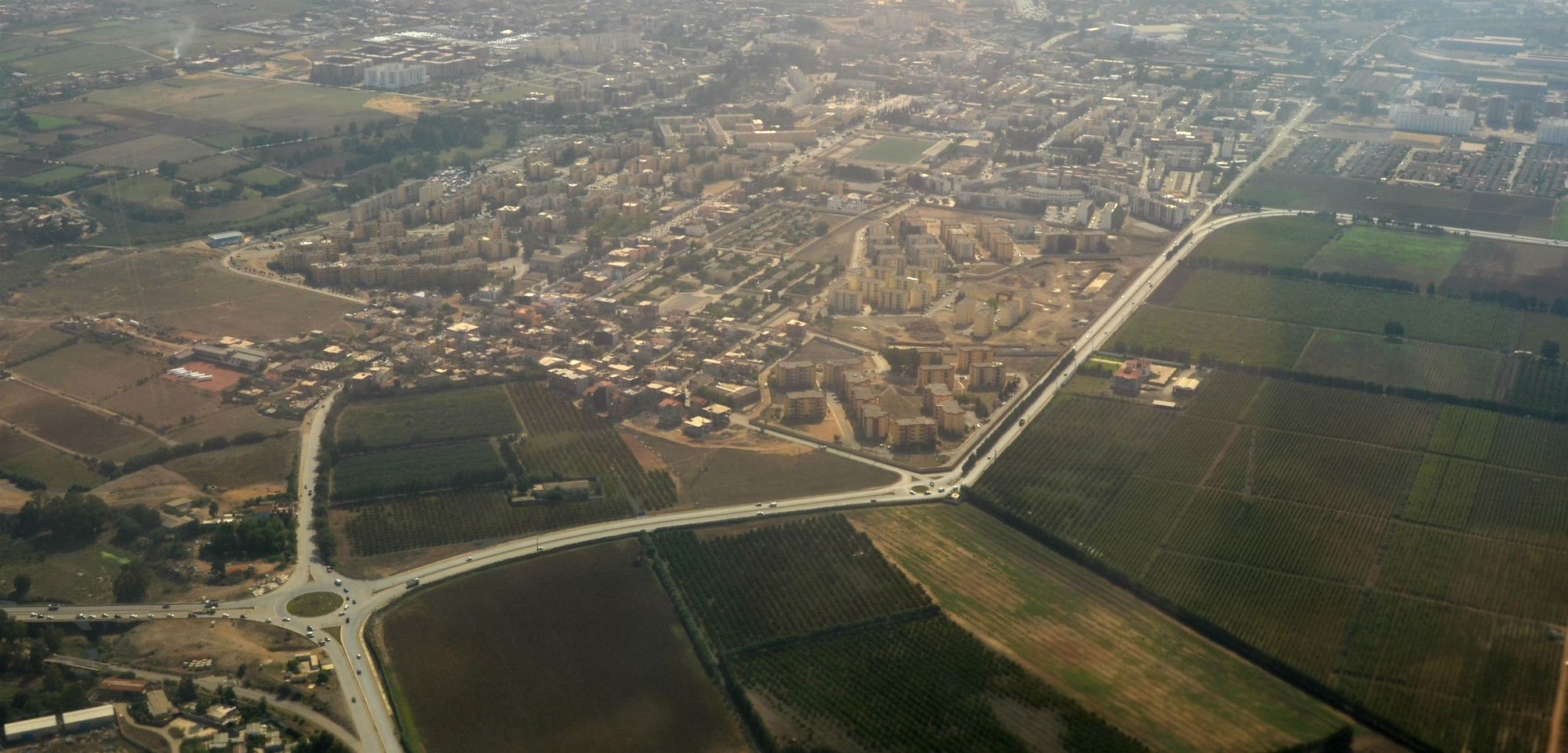
تصوير جوي لمدينة الرغاية
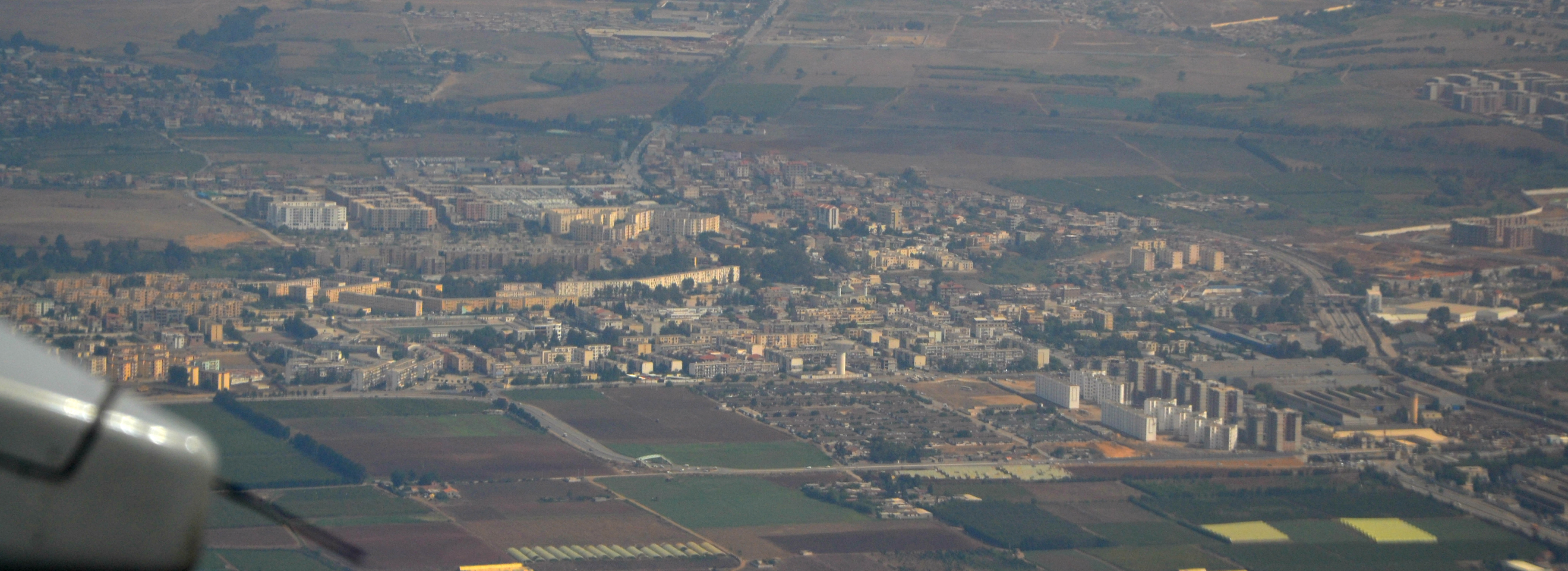
مدينة الرغاية
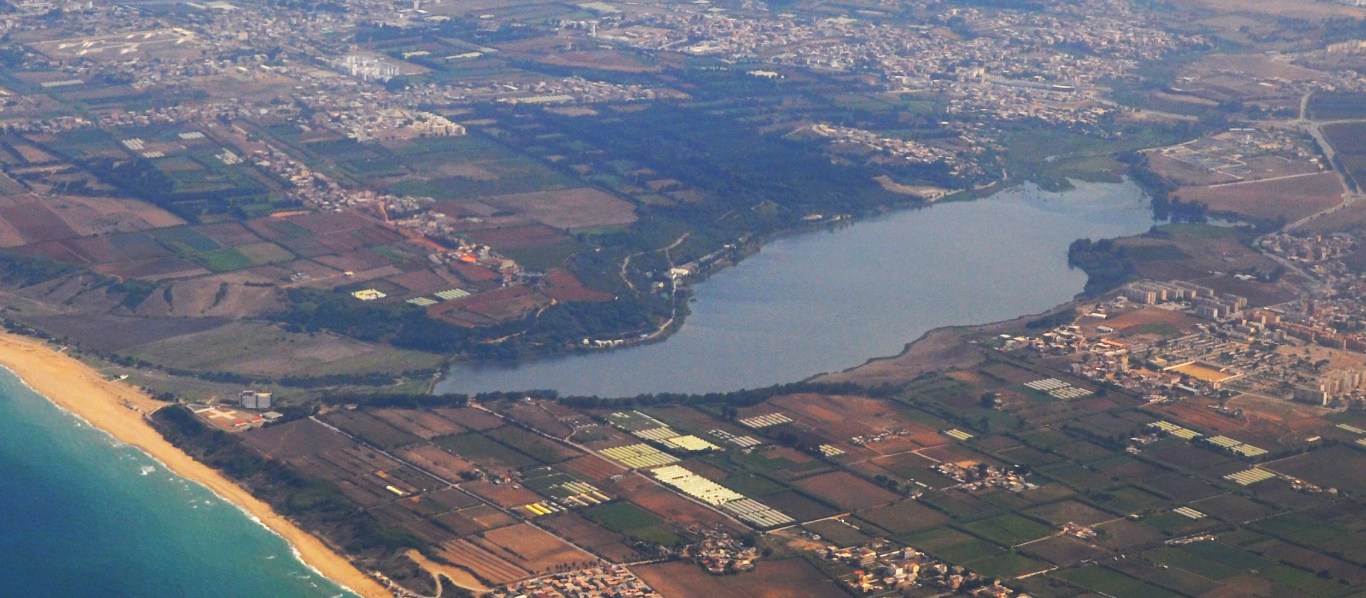
بحيرة الرغاية
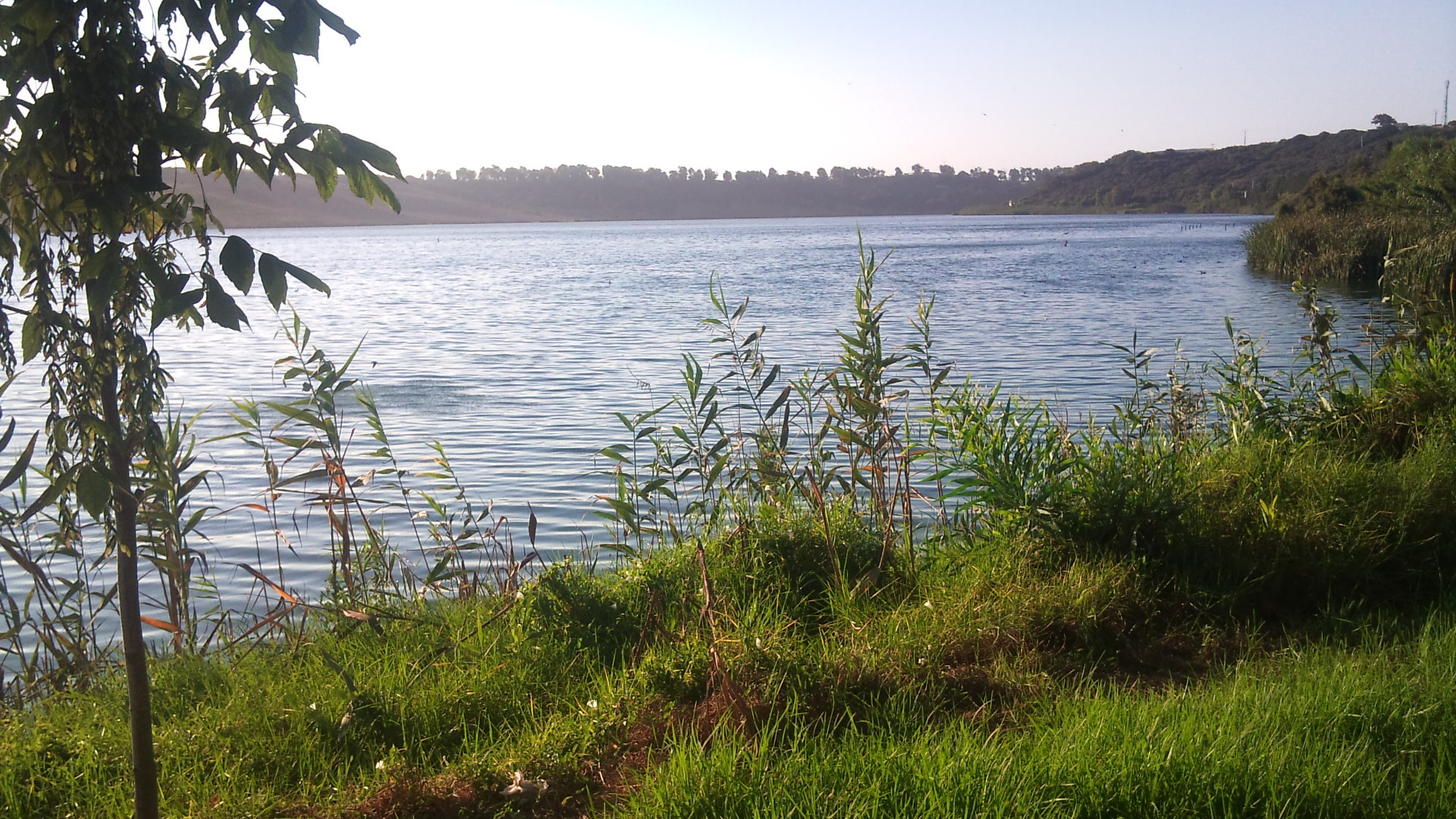
بحيرة الرغاية
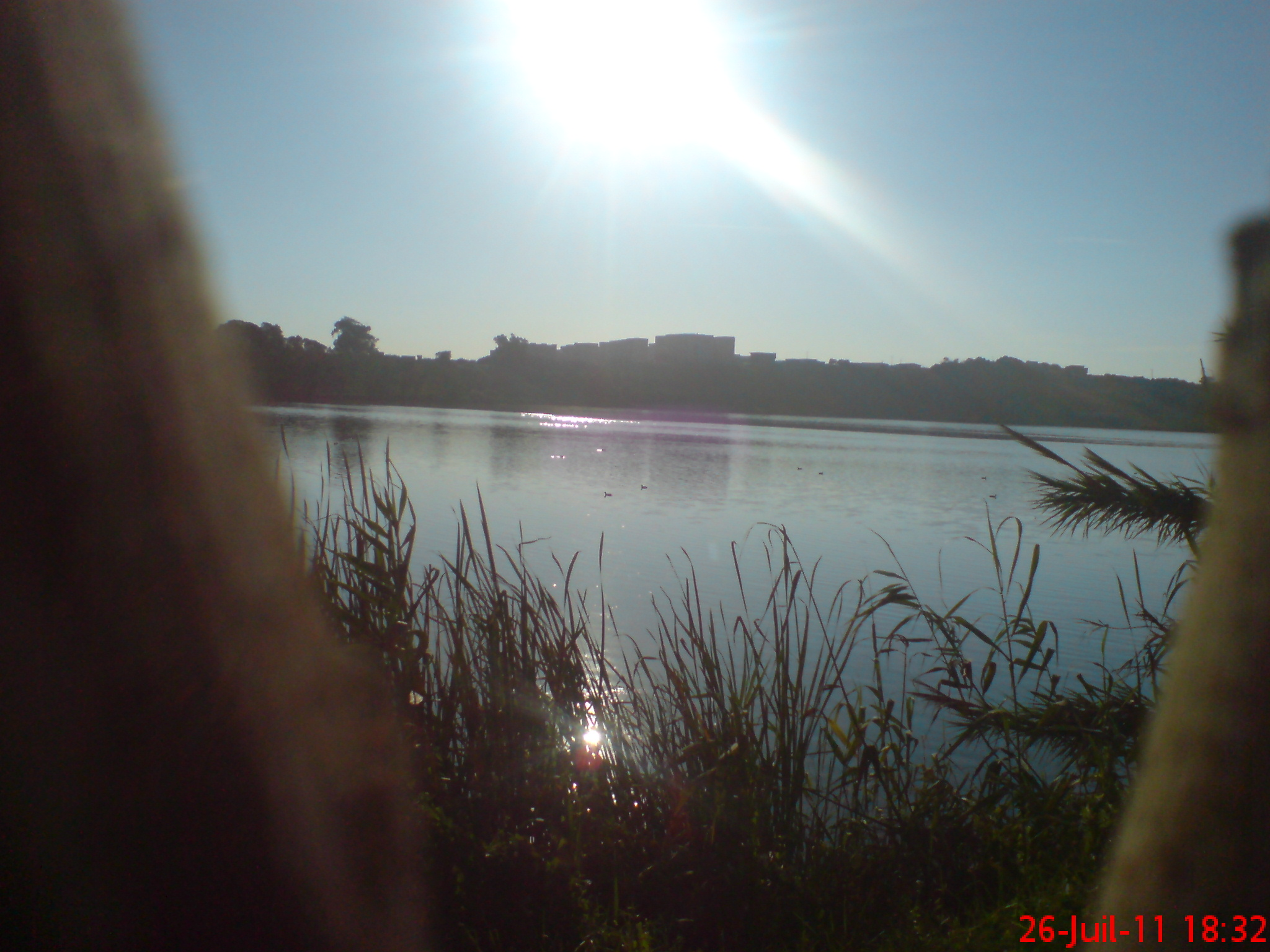
بحيرة الرغاية
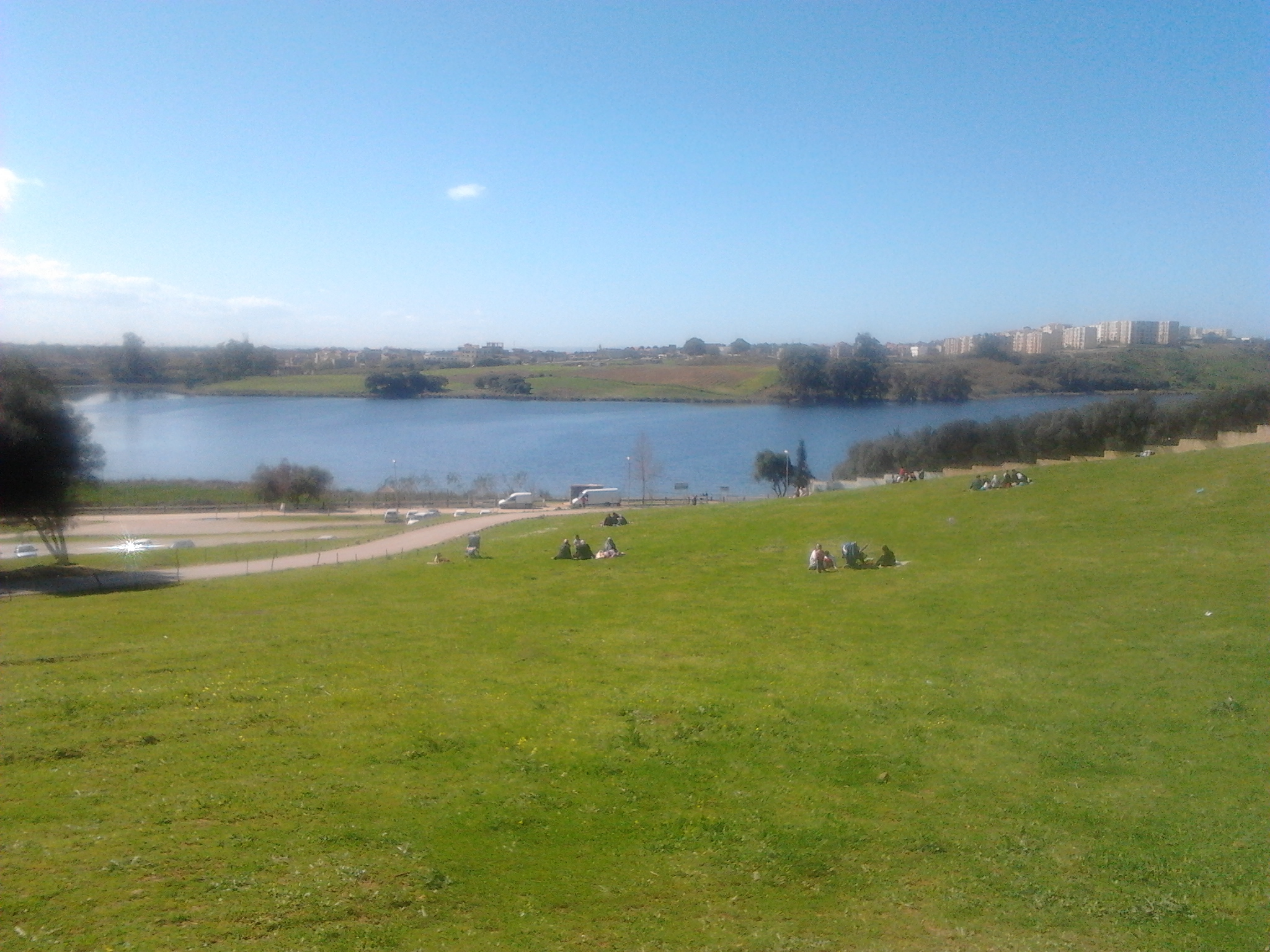
تصوير جوي لبحيرة الرغاية

### مواضيع ذات صلة
- وزارة النقل الجزائرية
- الشركة الوطنية للنقل بالسكك الحديدية
- النقل في الجزائر
- محطات السكك الحديدية في الجزائر
- النقل بالسكة الحديدية في الجزائر
- النقل في ولاية الجزائر
- تاريخ السكك الحديدية الجزائرية
- قائمة خطوط السكة الحديدية في الجزائر
- الوكالة الوطنية لدراسة ومتابعة إنجاز الاستثمارات في السكك الحديدية
- قائمة محطات القطار في الجزائر
- شركة السكك الحديدية الجزائرية [الفرنسية]
- خط سكة حديد من الجزائر إلى وهران

### فيديوهات
- 1- خط السكة الحديدية بين زرالدة وبئر توتة على يوتيوب
- 2- خط السكة الحديدية بين زرالدة وبئر توتة على يوتيوب
- 3- خط السكة الحديدية بين زرالدة وبئر توتة على يوتيوب
- 4- خط السكة الحديدية بين زرالدة وبئر توتة على يوتيوب
- 5- خط السكة الحديدية بين زرالدة وبئر توتة على يوتيوب
- 6- خط السكة الحديدية بين زرالدة وبئر توتة على يوتيوب
- 7- خط السكة الحديدية بين زرالدة وبئر توتة على يوتيوب
- 8- خط السكة الحديدية بين زرالدة وبئر توتة على يوتيوب

### وصلات خارجية
- الموقع الرسمي للشركة الوطنية للنقل بالسكك الحديدية
- الموقع الرسمي لولاية الجزائر